# Evangelischer Bundesfachverband Existenzsicherung und Teilhabe
Der Evangelischer Bundesfachverband Existenzsicherung und Teilhabe e. V. (EBET) - Wohnungsnotfall- und Straffälligenhilfe ist ein Bundesfachverband im Verbund der Diakonie Deutschland mit Sitz in Berlin. Er vertritt die Interessen und Rechte der Dienste und Einrichtungen der Wohnungsnotfall- und Straffälligenhilfe.
Zweck des Vereins ist laut § 2 Absatz 1 seiner Satzung „die Förderung des Wohlfahrtswesens, vor allem in Bezug auf Menschen in Wohnungsnot, Strafgefangene und ehemalige Strafgefangene. Weiterer Satzungszweck ist die Volks- und Berufsbildung. Der Verein betätigt sich im Sinne evangelischer Diakonie als Wesens- und Lebensäußerung der Kirche in Ausübung christlicher Nächstenliebe“.

## Geschichte
Am 7. Juli 1886 wurde der Fachverband Deutscher Herbergsverein, Vorgänger des EBET e. V, als Hilfe für sogenannte Wanderarme in Hannover gegründet. Der Verband verfolgte mit seinen Einrichtungen der Arbeiterkolonien, der Wanderarbeitsstätten und der Herbergen zur Heimat das ordnungs- und sozialpolitische Ziel des geordneten Wanderns als Arbeitsvermittlung und als Bekämpfung der Bettelei.
Im Jahr 1967 wurde der Deutsche Herbergsverein in Evangelischer Fachverband für Nichtsesshaftenhilfe umbenannt, da das Augenmerk zu dieser Zeit weniger auf der Arbeitsvermittlung, vielmehr auf der Hilfe für vermeintlich psychisch kranke Menschen lag.
Während in den 1970er Jahren in der DDR Wohnungslosigkeit ein Straftatbestand war, der eine Gefängnisstrafe nach sich zog, fand in der BRD ein gesellschaftliches Umdenken statt: Obdachlosigkeit wurde weniger als pathologisches Merkmal, sondern vermehrt als Folge von Armut und sozialer Ungerechtigkeit verstanden. Ab dem Jahr 1988 differenzierte der Verein sein Hilfeangebot, die Fixierung auf männliche alleinstehende Wohnungslose wurde aufgegeben. Der Fachverband benannte sich in Evangelische Obdachlosenhilfe in Deutschland e.V. um und war nach der Wiedervereinigung gesamtdeutsch aktiv.
Im Jahr 2015 schlossen sich die Evangelische Obdachlosenhilfe in Deutschland e.V. und die Evangelische Konferenz für Straffälligenhilfe zum heutigen Evangelischen Bundesfachverband Existenzsicherung und Teilhabe e.V. (EBET) – Wohnungsnotfall- und Straffälligenhilfe zusammen.

## Arbeitsschwerpunkte
Um auf systematische gravierende Missstände und rechtswidrigen Verwaltungsvollzug hinzuweisen, verleiht der EBET seit 2004 alle zwei Jahre den Verbogenen Paragrafen als Negativpreis an öffentliche Stellen. Hierdurch soll öffentlichkeitswirksam darauf aufmerksam gemacht werden, dass Behörden immer wieder Recht nicht umsetzen bzw. brechen. Ziel des Verbogenen Paragrafen ist es, dass der Preisträger wie alle Nominierten ihre Verwaltungspraxis so anzupassen, dass sie rechtskonform ist.
Zur Vermittlung seiner Positionen veröffentlicht der EBET regelmäßig Fachbücher, Positionspapiere und Pressemitteilungen.
Im Jahr 2018 veröffentlichte der EBET zum ersten Mal eine systematische und umfassende Untersuchung der Lebenslagen wohnungsloser Menschen. Studienleiterin war Susanne Gerull von der Alice Salomon Hochschule Berlin (ASH Berlin). Anlass für das Forschungsprojekt war, dass Daten zu wohnungslosen Menschen in Deutschland nicht repräsentativ waren und vor allem die relevanten Lebenslagenbereiche nicht miteinander verknüpften. Mit dem entwickelten Lebenslagenindex ist ein ganzheitlicher Blick auf die Lebenslage wohnungsloser Menschen möglich. Die 2. Lebenslagenuntersuchung wohnungsloser Menschen veröffentlichte der EBET 2022 mit dem Titel Wohnungslos in unsicheren Zeiten – erneut in Kooperation mit der ASH Berlin.
Um die Partizipation wohnungsloser Menschen in den Strukturen des EBET zu fördern, kooperiert der Verein mit dem Armutsnetzwerk. Zudem ist ein Vertreter des Armutsnetzwerks beratendes Mitglied im Vorstand des EBET.
Der EBET organisiert Veranstaltungen, um seine Mitglieder, aber auch Vertreter aus Politik, Verwaltung, Wissenschaft und angrenzender Arbeitsfelder der Sozialen Arbeit über Entwicklungen in der Wohnungsnotfall- und Straffälligenhilfe zu informieren und einen fachlichen Austausch zu befördern. Zu den regelmäßigen Veranstaltungsformaten zählen ein bundesweiter Kongress (alle zwei Jahre), die Fachwoche Straffälligenhilfe (alle drei Jahre, in Kooperation mit der Katholischen Bundesarbeitsgemeinschaft Straffälligenhilfe) und Fachtage.
Mit seinem Newsletter EBET-Info informiert der EBET monatlich Mitglieder und weitere Interessierte kostenfrei über Themen der Wohnungsnotfall – und Straffälligenhilfe.
Der EBET bietet in Kooperation mit der Bundesakademie für Kirche und Diakonie Weiterbildungen für Mitarbeitende der Wohnungsnotfallhilfe an.

## Struktur
Die Organe des Verbandes sind laut Satzung die Mitgliederversammlung und der Vorstand. Zudem gibt es eine Geschäftsstelle mit Sitz in Berlin sowie themenspezifische Fachausschüsse.

### Mitgliederversammlung
Die Mitgliederversammlung findet in der Regel jährlich statt. Sie besteht aus Bevollmächtigten (Vertreterinnen der Mitglieder). Die Beschlüsse werden unabhängig von der Zahl der erschienenen Mitglieder mit einfacher Stimmenmehrheit gefasst. Bei Stimmengleichheit entscheidet der Vorstandsvorsitzende. Zu den Aufgaben der Mitgliederversammlung gehört u. a. die Wahl des Vorstandes einschließlich des Vorsitzenden.

### Vorstand
Vorstand sind gem. § 26 BGB der Vorsitzende und seine zwei Stellvertreter. Mindestens ein Vorstandsmitglied soll dem Arbeitsfeld Straffälligenhilfe und ein Vorstandsmitglied dem Arbeitsfeld Wohnungsnotfallhilfe angehören bzw. dieses vertreten. Der Vorstand besteht neben dem Vorsitzenden aus bis zu zwölf gewählten Mitgliedern, welche die Straffälligenhilfe und die Wohnungsnotfallhilfe vertreten. Weiterhin gehört ihm eine vom Evangelischen Werk für Diakonie und Entwicklung e.V. entsandter Vertreter an. Der Geschäftsführer gehört dem Vorstand mit beratender Stimme an. Der Vorstand kann sachkundige Personen mit beratender Stimme hinzuziehen.
Gegenwärtiger Vorsitzender von EBET ist Jens Rannenberg, zugleich Vorsitzender der Dachstiftung Diakonie.

### Geschäftsstelle
Der Geschäftsführer ist der für die Themen der Wohnungsnotfall- und Straffälligenhilfe zuständige Referent des Evangelischen Werkes für Diakonie und Entwicklung (EWDE).
Gegenwärtiger Geschäftsführer ist Lars Schäfer.

### Fachausschüsse
Zur Durchführung seiner Aufgaben kann der Vorstand Fachausschüsse bilden oder Dritte beauftragen. Ein dauerhafter Fachausschuss ist der Fachausschuss Straffälligenhilfe, zu dessen Aufgaben die Pflege der Zusammenarbeit mit der Katholischen Bundes-Arbeitsgemeinschaft Straffälligenhilfe (KAG-S) und der Evangelischen Konferenz für Gefängnisseelsorge in Deutschland gehört. Die Evangelische Konferenz für Gefängnisseelsorge in Deutschland kann eine Vertretung in diesen Fachausschuss entsenden.
Es gibt im EBET folgende Fachausschüsse:
- Fachausschuss Fortbildung und Qualifizierung
- Fachausschuss Publikation und Kommunikation
- Fachausschuss Recht und Finanzierung
- Fachausschuss Straffälligenhilfe

### Mitglieder
Der EBET zählt aktuell 96 Mitglieder. Er ist selbst Mitglied im Evangelischen Werk für Diakonie und Entwicklung (EWDE), in der Bundesarbeitsgemeinschaft Wohnungslosenhilfe (BAG W), bei FEANTSA und in der Nationalen Armutskonferenz (nak). Er kooperiert eng mit der Evangelischen Konferenz für Gefängnisseelsorge, dem Armutsnetzwerk e.V., der Katholischen Bundes-Arbeitsgemeinschaft Straffälligenhilfe im Deutschen Caritasverband (KAGS) sowie der Katholischen Arbeitsgemeinschaft Wohnungslosenhilfe (KAG W).